# Михалово
Михалово (пољ. Michałowo) град је у Пољској у Војводству подласком. По подацима из 2012. године број становника у месту је био 3221.

## Становништво
| 2012. |
| ----- |
| 3.221 |